# UCI America Tour 2010
Die UCI America Tour ist der vom Weltradsportverband UCI zur Saison 2005 eingeführte amerikanische Straßenradsport-Kalender unterhalb der UCI ProTour. Die sechste Saison begann am 1. Oktober 2009 und endete am 30. September 2010.
Die Eintagesrennen und Etappenrennen der UCI America Tour sind in drei Kategorien (HC, 1 und 2) eingeteilt.

## Gesamtstand
(Endstand am 3. Oktober 2010)
| Platz | Fahrer             |             | Punkte |
| ----- | ------------------ | ----------- | ------ |
| 1.    | Gregorio Ladino    | Kolumbien   | 239    |
| 2.    | Óscar Sevilla **   | Spanien     | 186    |
| 3.    | Arnold Alcolea     | Kuba        | 176    |
| 4.    | José Alarcon *     | Venezuela   | 160    |
| 5.    | Óscar Soliz        | Bolivien    | 138    |
| 6.    | Libardo Niño       | Kolumbien   | 136    |
| 7.    | Richard Mascarañas | Uruguay     | 136    |
| 8.    | Francisco Mancebo  | Spanien     | 132    |
| 9.    | José Contreras     | Venezuela   | 119    |
| 10.   | Carlos Oyarzun     | Chile       | 116    |
| 11.   | Nery Velásquez **  | Guatemala   | 108    |
| 12.   | Juan Carlos Rojas  | Costa Rica  | 107    |
| 13.   | Edgardo Simon      | Argentinien | 106    |
| 14.   | Fernando Camargo   | Kolumbien   | 100    |
| 15.   | Tomás Gil          | Venezuela   | 98     |
| 16.   | Ben Day            | Australien  | 96     |
| 17.   | Hernán Cline       | Uruguay     | 88     |
| 18.   | Juan Pablo Suárez  | Kolumbien   | 86     |
| 19.   | Marco Arriagada    | Chile       | 84     |
| 20.   | José Rujano        | Venezuela   | 82,4   |
| 198.  | Christian Helmig   | Deutschland | 12     |
| 297.  | Steve Morabito     | Schweiz     | 6      |

| Platz | Team                        |                    | Punkte |
| ----- | --------------------------- | ------------------ | ------ |
| 1.    | Funvic-Pindamonhangaba      | Brasilien          | 347    |
| 2.    | SpiderTech-Planet Energy    | Kanada             | 316    |
| 3.    | UNE-EPM                     | Kolumbien          | 268    |
| 4.    | Androni Giocattoli          | Venezuela          | 212    |
| 5.    | Heraklion Kastro-Murcia     | Griechenland       | 198    |
| 6.    | Fly V Australia             | Australien         | 190    |
| 7.    | Burgos 2016-Castilla y León | Spanien            | 145,66 |
| 8.    | Team Type 1                 | Vereinigte Staaten | 134    |
| 9.    | Scott-Marcondes Cesar       | Brasilien          | 131    |
| 10.   | Unitedhealthcare-Maxxis     | Vereinigte Staaten | 121    |
| 11.   | Jamis-Sutter Home           | Vereinigte Staaten | 99     |
| 12.   | BMC Racing Team             | Vereinigte Staaten | 86     |
| 13.   | Bridgestone Anchor          | Japan              | 85     |
| 14.   | Jelly Belly-Kenda           | Vereinigte Staaten | 57     |
| 15.   | Kelly Benefit Strategies    | Vereinigte Staaten | 49     |
| 16.   | Cervélo TestTeam            | Schweiz            | 48     |
| 17.   | Zheroquadro Radenska        | Slowenien          | 46     |
| 18.   | Amore & Vita-Conad          | Ukraine            | 36     |
| 19.   | Café de Colombia            | Kolumbien          | 34     |
| 20.   | Bissell                     | Vereinigte Staaten | 28     |
| 31.   | Team Kuota-Indeland         | Deutschland        | 10     |

| Platz | Nation            | Punkte  |
| ----- | ----------------- | ------- |
| 1.    | Kolumbien         | 1455,06 |
| 2.    | Venezuela         | 1068,6  |
| 3.    | USA               | 846,5   |
| 4.    | Kanada            | 681     |
| 5.    | Brasilien         | 487     |
| 6.    | Argentinien       | 434     |
| 7.    | Costa Rica        | 415,3   |
| 8.    | Uruguay           | 369     |
| 9.    | Kuba              | 307     |
| 10.   | Chile             | 264     |
| 11.   | Bolivien          | 210     |
| 12.   | Ecuador           | 192     |
| 13.   | Niederl. Antillen | 191     |
| 14.   | Mexiko            | 190     |
| 15.   | Dom. Rep.         | 155,69  |
| 16.   | Guatemala         | 150     |
| 17.   | Belize            | 140     |
| 18.   | Puerto Rico       | 10      |

| Platz | Nation (U23)      | Punkte |
| ----- | ----------------- | ------ |
| 1.    | Venezuela         | 416    |
| 2.    | USA               | 352,66 |
| 3.    | Kolumbien         | 345    |
| 4.    | Costa Rica        | 166,64 |
| 5.    | Kanada            | 159    |
| 6.    | Niederl. Antillen | 118    |
| 7.    | Brasilien         | 76     |
| 8.    | Argentinien       | 75     |
| 9.    | Belize            | 56     |
| 10.   | Uruguay           | 52     |
| 11.   | Mexiko            | 37     |
| 12.   | Dom. Rep.         | 13     |
| 13.   | Ecuador           | 10     |
| 14.   | Bolivien          | 2      |
|       | Guatemala         | 2      |

* U23-Fahrer

** Wegen Dopingermittlungen aus der Rangliste ausgeschlossen

## Rennkalender

### Oktober 2009
| Datum  | Rennen             | Kat. | Sieger                           | Team                                                 |
| ------ | ------------------ | ---- | -------------------------------- | ---------------------------------------------------- |
| 4.–10. | Vuelta a Chihuahua | 2.1  | Óscar Sevilla                    | Rock Racing                                          |
| 14.    | Clásica Cancún     | 1.2  | Alberto Contador                 | Astana                                               |
| 20.–1. | Vuelta a Guatemala | 2.2  | Nery Velásquez Juan Carlos Rojas | Café Quetzal-Respetemos al Ciclista Plycem-JPS-Orbea |

### November 2009
| Datum   | Rennen                  | Kat. | Sieger                | Team                                   |
| ------- | ----------------------- | ---- | --------------------- | -------------------------------------- |
| 1.–8.   | Vuelta a Bolivia        | 2.2  | Gregorio Ladino       | Tecos de la Universidad de Guadalajara |
| 21.–29. | Vuelta al Ecuador       | 2.2  | Luis Fernando Camargo | Boyaca Orgullo De America              |
| 24.–29. | Vuelta Ciclista Chiapas | 2.2  | Libardo Niño          | Ebsa Colombia                          |

### Dezember 2009
| Datum   | Rennen              | Kat. | Sieger         | Team                           |
| ------- | ------------------- | ---- | -------------- | ------------------------------ |
| 16.–28. | Vuelta a Costa Rica | 2.2  | Janier Acevedo | Greatwall-Indeportes Antioquia |

### Januar
| Datum   | Rennen            | Kat. | Sieger          | Team                  |
| ------- | ----------------- | ---- | --------------- | --------------------- |
| 13.–24. | Vuelta al Táchira | 2.2  | José Rujano     | Gobernacion del Zulia |
| 18.–24. | Tour de San Luis  | 2.1  | Vincenzo Nibali | Liquigas-Doimo        |

### Februar
| Datum   | Rennen                             | Kat. | Sieger          | Team        |
| ------- | ---------------------------------- | ---- | --------------- | ----------- |
| 3.–7.   | Rutas de Mendoza                   | 2.2  | abgesagt        |             |
| 9.–21.  | Vuelta a Cuba                      | 2.2  | Arnold Alcolea  | Kuba        |
| 16.–21. | Rutas de América                   | 2.2  | Hernán Cline    | Alas Rojas  |
| 21.–28. | Vuelta a la Independencia Nacional | 2.2  | Augusto Sánchez | Aro & Pedal |

### März
| Datum   | Rennen                        | Kat. | Sieger             | Team                     |
| ------- | ----------------------------- | ---- | ------------------ | ------------------------ |
| 14.–18. | Giro do Interior de São Paulo | 2.2  | Renato Seabra      | Clube Dataro de Ciclismo |
| 26.–4.  | Vuelta Ciclista al Uruguay    | 2.2  | Richard Mascarañas | Alas Rojas Santa Lucia   |

### April
| Datum   | Rennen                                     | Kat. | Sieger          | Team               |
| ------- | ------------------------------------------ | ---- | --------------- | ------------------ |
| 8.–11.  | Vuelta de San Luis                         | 2.2  | abgesagt        |                    |
| 14.–18. | Volta Ciclística Internacional de Gravataí | 2.2  | Jaime Castañeda | UNE-EPM            |
| 18.     | Tour of the Battenkill                     | 1.2  | Caleb Fairly    | Holowesko Partners |
| 18.–25. | Vuelta Mexico                              | 2.2  | Óscar Sevilla   | Rock Racing        |
| 20.–25. | Tour de Georgia                            | 2.HC | abgesagt        |                    |
| 21.–25. | Tour de Santa Catarina                     | 2.2  | Stiver Ortíz    | UNE-EPM            |

### Mai
| Datum   | Rennen                                        | Kat. | Sieger         | Team               |
| ------- | --------------------------------------------- | ---- | -------------- | ------------------ |
| 8.      | Amerikameisterschaft – Einzelzeitfahren       | CC   | Iván Casas     | Kolumbien          |
| 8.      | Amerikameisterschaft – Einzelzeitfahren (U23) | CC   | Ben King       | Vereinigte Staaten |
| 10.     | Amerikameisterschaft – Straßenrennen          | CC   | Carlos Oyarzun | Chile              |
| 10.     | Amerikameisterschaft – Straßenrennen (U23)    | CC   | Ben King       | Vereinigte Staaten |
| 12.–16. | Doble Sucre Potosí Gran Premio                | 2.2  | Óscar Soliz    | Ebsa               |
| 16.–23. | Kalifornien-Rundfahrt                         | 2.HC | Michael Rogers | Team HTC-Columbia  |
| 25.–30. | Vuelta Internacional del Café                 | 2.2  | abgesagt       |                    |

### Juni
| Datum   | Rennen                                     | Kat.   | Sieger              | Team                   |
| ------- | ------------------------------------------ | ------ | ------------------- | ---------------------- |
| 2.–6.   | Volta Ciclística Internacional do Paraná   | 2.2    | Marco Arriagada     | Funvic-Pindamonhangaba |
| 3.–6.   | Coupe des Nations Ville Saguenay           | 2.Ncup | Luka Mezgec         | Slowenien              |
| 6.      | San Antonio de Padua Classic Event Guayama | 1.2    | Alexander González  | Triple-S               |
| 6.      | Philadelphia International Championship    | 1.HC   | Matthew Goss        | Team HTC-Columbia      |
| 12.     | Chrono Gatineau                            | 1.2    | Ben Day             | Fly V Australia        |
| 13.     | Air Force Cycling Classic                  | 2.2    | auf NE herabgestuft |                        |
| 15.–20. | Tour de Beauce                             | 2.2    | Ben Day             | Fly V Australia        |
| 30.–11. | Vuelta a Venezuela                         | 2.2    | Tomás Gil           | Lotería del Táchira    |

### Juli
| Datum   | Rennen                      | Kat. | Sieger             | Team                       |
| ------- | --------------------------- | ---- | ------------------ | -------------------------- |
| 4.      | U.S. Open of Cycling        | 1.2  | abgesagt           |                            |
| 9.      | Prova Ciclística 9 de Julho | 1.2  | Francisco Chamorro | Scott-Marcondes Cesar      |
| 10.–18. | Tour de Martinique          | 2.2  | Miyataka Shimizu   | Bridgestone Anchor         |
| 28.–1.  | Tour do Rio                 | 2.2  | Tomas Alberio      | Trevigiani Dynamon Bottoli |

### August
| Datum   | Rennen                       | Kat. | Sieger                 | Team                             |
| ------- | ---------------------------- | ---- | ---------------------- | -------------------------------- |
| 1.–8.   | Vuelta a Colombia            | 2.2  | Sergio Henao           | Ind Ant-Idea-Fla-Lot De Medellín |
| 6.–15.  | Tour de la Guadeloupe        | 2.2  | Francisco Mancebo      | Heraklion Kastro-Murcia          |
| 7.–12.  | Tour de New York             | 2.2  | abgesagt               |                                  |
| 22.–29. | Volta do Estado de São Paulo | 2.2  | verlegt in den Oktober |                                  |
| 30.–5.  | Tour of Missouri             | 2.HC | abgesagt               |                                  |

### September
| Datum   | Rennen             | Kat. | Sieger          | Team           |
| ------- | ------------------ | ---- | --------------- | -------------- |
| 11.–12. | Univest Grand Prix | 2.2  | Jonas Ahlstrand | Team Cykelcity |